# Kyustendil (província)
Kyustendil ou Kjustendil (búlgaro: Кюстендил) é um distrito da Bulgária. Sua capital é a cidade de Kyustendil.

## Municípios
| Nome           | Área km² | População (censo 1/2/2011) |
| -------------- | -------- | -------------------------- |
| Boboshevo      | 135      | 2 828                      |
| Bobov Dol      | 206      | 8 953                      |
| Dupnitsa       | 329      | 44 615                     |
| Kocherinovo    | 182      | 5 158                      |
| Kyustendil     | 959      | 60 333                     |
| Nevestino      | 440      | 2 771                      |
| Rila           | 361      | 2 859                      |
| Sapareva Banya | 181      | 7 540                      |
| Treklyano      | 258      | 607                        |